# Luis Corvalán (futbolista)
Luis Corvalán Corvalán (San Felipe, Chile, 6 de febrero de 1972) es un exfutbolista chileno, que se desempeñó como portero. 

## Trayectoria
Jugó la mayor parte de su carrera en Unión San Felipe, siendo catalogado por su barra como ídolo, aunque también ha jugado en Rangers de Talca, Coquimbo Unido, donde en aquel cuadro llegó a la final del Apertura 2005 y cayó frente a Unión Española, y San Luis de Quillota.
Luego vregresoó a Unión San Felipe en enero de 2009, donde fue titular en el cuadro durante el primer semestre y parte del segundo. Con la llegada del arquero Cristián Torralbo, y luego de que el nuevo técnico Ivo Basay decidiera que Jaime Bravo fuera el titular, Corvalán decide retirarse del fútbol a finales de 2010.

## Clubes
| Club             | País  | Año       |
| ---------------- | ----- | --------- |
| Unión San Felipe | Chile | 1990-1994 |
| Cobreloa         | Chile | 1994-1998 |
| Santiago Morning | Chile | 1999      |
| Unión San Felipe | Chile | 2000-2003 |
| Coquimbo Unido   | Chile | 2004-2005 |
| Unión La Calera  | Chile | 2006      |
| Rangers          | Chile | 2007      |
| San Luis         | Chile | 2008      |
| Unión San Felipe | Chile | 2009-2010 |